# Bräuningalm
Die Bräuningalm ist eine Alm in der Gemeinde Altaussee im österreichischen Bundesland Steiermark. Die Alm liegt am Ostfuß des Bräuningzinkens, im Südwesten des Toten Gebirges, in einer Höhe von 1600 m ü. A.. Nach Südwesten fällt die Alm zur Riesendoline des Kuhntals ab. Auf der Alm befinden sich mehrere Alm- und Jagdhütten. Die Alm ist im Besitz der Österreichischen Bundesforste. Sechs Bauern besitzen die Servituts-Weiderechte und treiben rund 50 Stück Mutterkühe und Galtvieh auf.

## Wanderwege
Die Bräuningalm ist über den markierten Wanderweg 201 bzw. 257 von der Loser Panoramastraße erreichbar. Ein unmarkierter Weg führt über den Schwarzmoossattel zur Gschwandtalm.